# Julián Casildo Arribas
Julián Casildo de Arribas y Arauz († Madrid, 15 de agosto de 1915) fue un terrateniente y político español. Miembro de una importante familia ganadera de Tragacete, Cuenca, fue elegido diputado por el distrito de Cañete de esta provincia en las elecciones generales de 1879, candidato por el partido conservador. Mantuvo el escaño hasta 1884, pues fue reelegido en las elecciones de 1881, y de nuevo repitió como diputado entre 1886 y 1890. Finalmente, fue elegido senador por la provincia de Cuenca en las elecciones de 1891, cargo que retuvo hasta 1893.
Los Arribas formaban parte de la red cacical del partido conservador en Cuenca y controlaron el distrito electoral de Cañete hasta la llegada de la Segunda República. De esta manera, siempre algún miembro de la familia resultaba elegido en esa circunscripción: antes de Julián Casildo, su cuñado Baldomero Martínez de Tejada y Goicoechea (1876-1877), después su sobrino Baldomero Martínez de Tejada y Arribas (1903-1916) y finalmente su hijo Enrique María de Arribas y Turull (1916-1923).
Estaba casado con María de la Concepción Turull y Comadrán, hija del industrial catalán Pedro Turull.